# 何塞·马里亚·马拉瓦尔
何塞·马里亚·马拉瓦尔·埃雷罗（西班牙語：José María Maravall Herrero，1942年4月7日—）是西班牙社会学家。1982年至1988年担任西班牙教育与科学大臣。

## 生平
1940年3月27日出生于马德里。青年时投身于反佛朗哥运动，曾加入人民解放阵线。毕业于马德里康普顿斯大学法学专业，1969年获博士学位。同年在英国文化协会的资助下前往英格兰深造。1973年在牛津大學聖安東尼學院担任研究员，获得社会学博士学位。1974年加入西班牙工人社会党。1975年短暂回国，后又回到牛津大学执教，期间担任英国工党执行委员会的国际联络员。1978年返回西班牙，担任马德里康普顿斯大学政治社会学教授。1979年9月在工人社会党第二十七届全代表大会中当选联邦执行委员会教育分部书记。
1982年至1988年在工人社会党冈萨雷斯内阁出任教育与科学大臣。
2013年担任新成立的费利佩·冈萨雷斯基金会副主席。

## 荣誉
- 大十字级卡洛斯三世勋章（1989年）
- 大十字级智者阿方索十世勋章（1994年）
- 社会学与政治科学国家奖（西班牙，2007年）[4]